# Hideo Fukuyama
Hideo Fukuyama (福山 英朗, Fukuyama Hideo), né le 13 août 1955 à Suzuka au Japon, est un ancien pilote de course automobile japonais qui a participé à des épreuves d'endurance aux mains de voiture de Grand tourisme ou Sport-prototype dans des championnats tels que le Championnat du Japon de sport-prototypes ainsi que les 24 Heures du Mans,.

## Palmarès

### Résultats aux24 Heures du Mans
| Année | Écurie            | Copilotes                            | Voiture                | Classe | Tours | Pos. | Class Pos. |
| ----- | ----------------- | ------------------------------------ | ---------------------- | ------ | ----- | ---- | ---------- |
| 1988  | ADA Engineering   | Ian Harrower Jiro Joneyama           | ADA 03                 | C2     | 318   | 18e  | 2e         |
| 1995  | NISMO             | Masahiko Kondō Shunji Kasuya (en)    | Nissan Skyline GT-R LM | GT1    | 271   | 10e  | 5e         |
| 2000  | Team Taisan Advan | Atsushi Yogō (de) Bruno Lambert (pl) | Porsche 911 GT3 R      | GT     | 310   | 16e  | 1re        |
| 2001  | Team Taisan Advan | Atsushi Yogō (de) Kazuyuki Nishikawa | Porsche 911 GT3 RS     | GT     | 273   | 11e  | 5e         |